# سد تبارک
سد تبارک یکی از سدهای استان خراسان رضوی در شهرستان قوچان است. این سد از نوع سنگریزه‌ای با هسته رسی با ارتفاع ۷۴ متر است. طول تاج ۱۹۳٫۵ متر و نوع سرریز آن سرسره‌ای با گنجایش مخزن ۶۰ میلیون مترمکعب، حجم خاکبرداری ۸۷۰٫۰۰۰ مترمکعب، حجم خاکریزی ۱٫۳۰۰٫۰۰۰ مترمکعب و حجم بتن‌ریزی ۴۷٫۰۰۰ مترمکعب است. ساخت این سد در سال ۱۳۸۳ به پایان رسیده و در ۲۱ بهمن ۱۳۸۳ مورد بهره‌برداری قرار گرفته‌است.

## مشکلات ناشی از ساخت سد
- به گفتهٔ فرماندار فاروج در سال ۱۳۸۸ احداث سد تبارک باعث خشک شدن بخشی از زمین‌های کشاورزی شهرستان فاروج در استان خراسان شمالی شده‌بود.[۳]
- در سال ۱۳۸۶ مسئولان محیط زیست منطقه به صید بی‌رویه ماهی در دریاچهٔ سد توسط مسئولان سد که باعث تغییر اکوسیستم منطقه شده‌است، اعتراض کردند.[۴]